# Karrebæksminde Bugt
Karrebæksminde Bugt er en bugt i den nordvestlige del af Smålandsfarvandet med Glænø i nordvest, og Knudshoved Odde og Avnø Fjord i  sydøst. Langs nordkysten ligger Klinteby Klint, og ved Karrebæksminde svinger den mod syd forbi Enø og Dybsø samt halvøerne Svinø og Avnø til Avnø Fjord med Knudshoved Odde mod syd. 
Bugten er en del af Natura 2000-område nr. 169 Havet og kysten mellem Karrebæk Fjord og Knudshoved Odde, og er både habitatområde, fuglebeskyttelsesområde og ramsarområde. Der er flere naturfredninger langs kysten, dele af fredningen Enø - Dybsø - Dybsø Fjord, fredningen Avnø og Avnø Røn og  Knudshoved Odde